# اریک مرستر
اریک مرستر (انگلیسی: Éric Marester؛ زادهٔ ۱۲ ژوئن ۱۹۸۴) بازیکن فوتبال اهل فرانسه است.
از باشگاه‌هایی که در آن بازی کرده‌است می‌توان به باشگاه فوتبال اوسر، باشگاه فوتبال باستیا، باشگاه فوتبال تروا، باشگاه فوتبال استراسبورگ، باشگاه فوتبال آژاکسیو، و باشگاه فوتبال موناکو اشاره کرد.